# Scraptia hirsuta
Scraptia hirsuta es una especie de coleóptero de la familia Scraptiidae.

## Distribución geográfica
Habita en Australia.